# Peter Høeg
Peter Høeg (* 17. května 1957 Kodaň) je v současnosti nejpřekládanější a nejčtenější dánský spisovatel.

## Život
Narodil se v Kodani. V roce 1976 absolvoval prestižní kodaňské Frederiksberg Gymnasium. Poté vystudoval literaturu na Kodaňské universitě. Předtím, než se stal spisovatelem, prošel mnoha povoláními – od práce na lodi, přes závodní šermířství, až po balet. Své zkušenosti z těchto povolání často uplatňuje ve svých dílech. V současnosti žije se svou ženou a dvěma dcerami v Kodani.

## Dílo

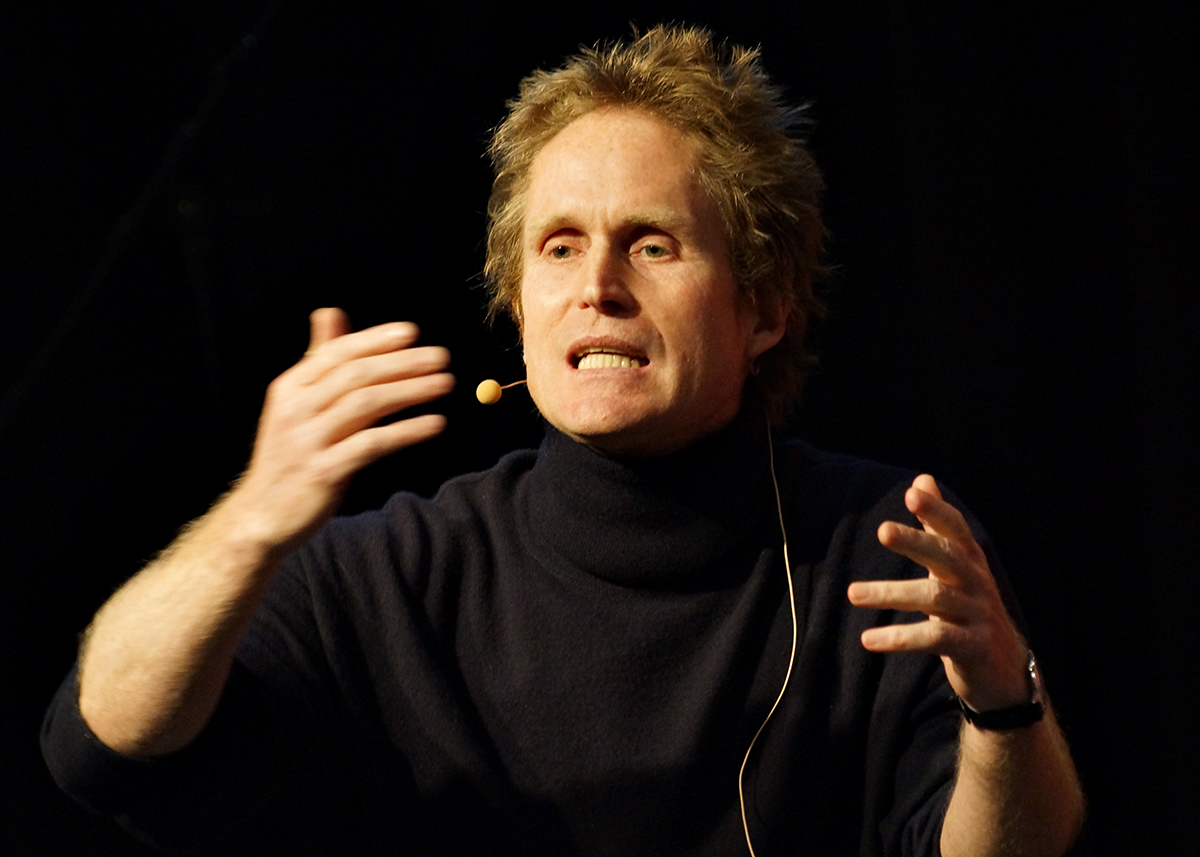
Peter Høeg (2012)

Svůj první román Představy o dvacátém století publikoval v roce 1988 a byl kritiky přijat velmi kladně. V následujících letech napsal soubor krátkých povídek Povídky jedné noci a čtyři romány, z nichž patrně vůbec nejznámější je kniha Cit slečny Smilly pro sníh. Tento román byl i zfilmován a v Česku uveden pod názvem Stopy ve sněhu.
- Forestilling om det tyvende århundrede (1988; Představy o dvacátém století, přeložil Robert Novotný, Argo 2003)
- Fortællinger om natten (1990; Příběhy jedné noci, přeložil Robert Novotný, Argo 1999)
- Frøken Smillas fornemmelse for sne (1992; Cit slečny Smilly pro sníh, přeložil Robert Novotný, Argo 1997)
- De måske egnede (1993; Až nadejde čas, přeložil Robert Novotný, Argo 2007)
- Kvinden og aben (1996; Žena a opičák)
- Den stille pige (2006; Tichá dívka, přeložila Helena Březinová, Argo 2009)
- Elefatpassernes børn (2010; Děti chovatelů slonů, přeložil Robert Novotný, Argo 2012)
- Effekten af Susan (2014; Susanin efekt, přeložil Robert Novotný, Argo 2018)
- Gennem dine øjne (2018; Tvýma očima, přeložil Robert Novotný, Argo 2020)